# Petru Mărgineanu
Petru Mărgineanu (n. 10 august 1971, Cluj, România) este un compozitor de muzică de teatru și de film român.

## Origini
Fiu al regizorilor Nicolae Mărgineanu și Florica Fulgeanu, Petru Mărgineanu s-a născut la 10 august 1971. Este fratele (vitreg) al regizoarei de teatru Ana Mărgineanu.

## Studii
Absolvă secția compoziție din cadrul Academiei de Muzică din București în 1995, clasa profesor Octavian Nemescu. Doctor in filmologie in 2022. 

## Operă

### Muzică de film
- Dragoste și apă caldă (1993)
- Privește înainte cu mînie (1993)
- Senatorul melcilor (1995)
- Punctul zero (1996)
- Capul de zimbru (film TV, 1996)
- Faimosul paparazzo (1999) – Premiul UCIN pentru muzică originală
- Război în bucătărie (2001)
- Occident (2002) - împreună cu Ioan Gyuri Pascu
- Orient Express (2004)
- Magnatul (2004)
- Sistemul nervos (2005)
- Supraviețuitorul (2008)
- Schimb valutar (2008)
- Cele ce plutesc (2009)

- "Istoria petrolului românesc", regia Marius Theodor Barna, 11 episoade, 2023
- "Dosarul 631, regia Marius Theodor Barna, 2021, lung metraj de ficțiune;
- Dirijorul tăcerilor, regia Ovidiu Georgescu, 2021, lung metraj de ficțiune;
- Granița morții,  regia Cătălin Apostol, 2020, documentar de lung metraj;
- "România construită", realizator Alexandru Munteanu, 10 episoade, TVR 2020
- Nostalgia dictaturii, regia Marius Theodor Barna, 2019, documentar de lung metraj;
- Lovesc, deci exist, regia Marius Theodor Barna, 2018, documentar de lung metraj;
- Măicuțele vrăjitoare, regia Marius Theodor Barna, 2017, documentar de lung metraj;
- Live, regia Vlad Pãunescu, 2015, lung metraj de ficțiune;
- Ultimul Zburător, regia Ovidiu Georgescu, 2014, lung metraj de ficțiune;
- Puzzle, regia Andrei Zinca, 2013, lung metraj de ficțiune - tema Tango final;
- Ultimul corupt al României, regia Sergiu Nicolaescu, 2011, lung metraj de ficțiune;
- Poker, regia Sergiu Nicolaescu, 2010, lung metraj de ficțiune;
- Călătoria lui Gruber, regia Radu Gabrea, 2008, lung metraj de fictiune;
- Logodnicii din America, regia Nicolae Mărgineanu, 2007, lung metraj de ficțiune;
- Ultima dată (TV), regia Ana Mărgineanu, 2006, mediu metraj TV MediaPro;
- O iubire de-o noapte, regia Florin Kevorkian, 2005, scurt metraj de ficțiune;
- „15”, regia Sergiu Nicolaescu, 2005,lung metraj de ficțiune,  Premiul UCIN pentru muzică originală;
- Călătorie de vis (TV)', regia Valentin Hotea, 2004, metraj mediu de ficțiune, prezentat la TVR1;
- Alogic 11, regia Florin Kevorkian, 2004, scurt metraj de ficțiune;
- Nepoții lui Adam, regia Mihai Bauman, 2004, documentar artistic;
- Maria, regia Călin Peter Netzer, 2003, lung metraj de ficțiune, Premiul UCIN pentru muzică originală;
- Zbor deasupra unui cuib de curci, regia Ovidiu Georgescu, 2003, scurt metraj de ficțiune;
- Triptik, regia Cătălin Cocriș, 2003, scurt metraj de ficțiune;
- Ce lume veselă !, regia Malvina Urșianu, 2003, lung metraj de ficțiune;
- Tandrețea lăcustelor (TV), regia Dan Necșulea, 2003, lung metraj de ficțiune, prezentat la TVR1, Premiul APTR 2004 pentru muzică originală;
- Binecuvântată fii, închisoare, regia Nicolae Mărgineanu, 2002, lung metraj de ficțiune - Montreal 2003, selecția oficială;
- Aceeași gară pentru doi, regia Radu Potcoavă, 2001, scurt metraj de ficțiune;
- Roberta (TV), regia Valentin Hotea, 2000, serial de televiziune, prezentat la TVR 1;
- Corul pompierilor, regia Cristian Mungiu, 2000, scurt metraj de ficțiune;
- Față în față, regia Marius Theodor Barna, 1998, lung metraj de ficțiune;
- Confesiune, regia Marius Șopterean, 1994, lung metraj de ficțiune;

### Muzică de scenă
- Târgoviște de jucărie, regia Ana Mărgineanu, Teatrul Tony Bulandra Târgoviște, 2012;

- Autobahn, regia Radu Apostol, Teatrul Național Timișoara, 2006;
- Vitamine, regia Ana Mărgineanu, Teatrul Foarte Mic, 2005;
- 89.89. fierbinte după 89, regia Ana Mărgineanu, Teatrul Foarte Mic, 2004;
- Marlene, regia Cătălina Buzoianu, Teatrul de Comedie, 2003, muzică originală și adaptări;
- La douășpe’ trecute fix, balet, regia Adina Cezar, Teatrul de Balet Oleg Danovski, Constanța, 2002;
- Morți și vii, regia Ana Mărgineanu, Teatrul Odeon, 2002;
- Îngerul albastru, regia Răzvan Mazilu, Teatrul Odeon, 2001, muzică originală și adaptări;
- Petru, regia Cătălina Buzoianu, Teatrul Lucia Sturdza Bulandra, 1999.